# Unchained Melody
Unchained Melody is een van de meest opgenomen nummers van de twintigste eeuw. Sommige tellers staan al op meer dan 500 versies. De melodie is geschreven door Alex North, de tekst door Hy Zaret.
In 1955 gebruikte North de muziek voor de obscure film Unchained. Todd Duncan, een bariton die een rol speelde in het originele Porgy and Bess, zong de vocals in voor de soundtrack van de film. Er werd een instrumentale versie uitgebracht die de tweede plaats behaalde in de Amerikaanse hitlijst. Ook anderen brachten een versie uit. Al Hibbler behaalde de derde plaats in de top, Jimmy Young kwam zelfs op nummer 1 in de Britse hitlijst. De versie van Roy Hamilton behaalde nummer 6. Legende Gene Vincent nam ook een versie op voor zijn tweede album Blue Caps uit 1956. Deze versie is waarschijnlijk de meest ongewone cover versie vanwege de gitaar solo die aan het nummer werd toegevoegd. Tijdens de Academy Awards van 1956 zong Harry Belafonte het nummer, het eindigde als vijfde bij de prijs voor Best Original Song of 1955.

## The Righteous Brothers
Het nummer herwon zijn populariteit in 1965, toen een nieuwe versie werd geproduceerd door Phil Spector. Het nummer werd toegeschreven aan The Righteous Brothers, ook al werd het alleen gezongen door Bobby Hatfield. Later bracht die nog een versie uit onder zijn eigen naam, die tot een vierde plaats kwam. In 1990 verscheen het nummer opnieuw in de hitlijsten, nadat de opname van The Righteous Brothers was gebruikt voor de film Ghost. Deze keer behaalde het nummer de eerste plaats in zowel Nederland als het Verenigd Koninkrijk. In dat laatste land werd het zelfs de best verkochte single van dat jaar.

## Andere versies
- In 1963 werd  "Unchained Melody" een hit voor Vito & The Salutations. Zij veranderden de balladeversie van Al Hibbler uit 1955 in een uptempo, doo-wop nummer.
- Op 3 februari 1968 kwam in Nederland David Garrick de hitlijsten binnen met zijn uitvoering van  unchained Melody ; hij bereikte een 14e plaats en stond er zeven weken in.
- Op 21 juni 1977 werd Unchained Melody uitgevoerd door Elvis Presley tijdens zijn laatste televisieoptreden, acht weken voor zijn dood, bij Elvis In Concert. De opname van het nummer tijdens een eerder optreden werd uitgebracht als single en verscheen op zijn album Moody Blue, zijn laatste tijdens zijn leven.
- U2 kwam in 1989 met een cover van het nummer. Ze bracht deze pas in 1998 uit op de cd B-Sides 1980-1990
- Het nummer is populair tijdens tv-zangwedstrijden zoals Pop Idol, X Factor en Idols. Dit heeft waarschijnlijk als reden dat jurylid Simon Cowell vaak heeft gezegd dit als zijn favoriete nummer te beschouwen. In de eerste serie van Pop Idol werd het nummer uitgevoerd door Gareth Gates, die in 2003 ook uitbracht op single en daarmee de 25e plaats in de Nederlandse Top 40 bereikte.
- In 2005 werd Cyndi Lauper genomineerd voor de Grammy Award van Best Instrumental Composition Accompanying a Vocal met haar interpretatie van het nummer dat verscheen op haar album At Last.
- In 2006 zette Barry Manilow het nummer op zijn album waarop hij de beste nummers uit de jaren 50 coverde.
- In 2006 maakte de groep Il Divo een Italiaanse versie van het nummer: "Unchained Melody (Senza Catene)". Het nummer is terug te vinden op hun tweede album Ancora.

## Trivia
- Unchained Melody heeft het record in handen als nummer dat het meest op nummer 1 stond in verschillende uitvoeringen in het Verenigd Koninkrijk, in totaal namelijk vier keer: Jimmy Young in 1955; The Righteous Brothers in 1990; Robson & Jerome in 1995 en Gareth Gates in 2002.

Blue Haze (2) - Unchained Melody / Throw A Little Lovin' My Way
Genre: Rock
Style: Glam
Year: 1972

## Hitnoteringen

### Nederlandse Top 40
| Hitnotering week 1 t/m 12: 04-09-1965 t/m 20-11-1965 Hitnotering week 13 t/m 23: 10-11-1990 t/m 26-01-1991 | Hitnotering week 1 t/m 12: 04-09-1965 t/m 20-11-1965 Hitnotering week 13 t/m 23: 10-11-1990 t/m 26-01-1991 | Hitnotering week 1 t/m 12: 04-09-1965 t/m 20-11-1965 Hitnotering week 13 t/m 23: 10-11-1990 t/m 26-01-1991 | Hitnotering week 1 t/m 12: 04-09-1965 t/m 20-11-1965 Hitnotering week 13 t/m 23: 10-11-1990 t/m 26-01-1991 | Hitnotering week 1 t/m 12: 04-09-1965 t/m 20-11-1965 Hitnotering week 13 t/m 23: 10-11-1990 t/m 26-01-1991 | Hitnotering week 1 t/m 12: 04-09-1965 t/m 20-11-1965 Hitnotering week 13 t/m 23: 10-11-1990 t/m 26-01-1991 | Hitnotering week 1 t/m 12: 04-09-1965 t/m 20-11-1965 Hitnotering week 13 t/m 23: 10-11-1990 t/m 26-01-1991 | Hitnotering week 1 t/m 12: 04-09-1965 t/m 20-11-1965 Hitnotering week 13 t/m 23: 10-11-1990 t/m 26-01-1991 | Hitnotering week 1 t/m 12: 04-09-1965 t/m 20-11-1965 Hitnotering week 13 t/m 23: 10-11-1990 t/m 26-01-1991 | Hitnotering week 1 t/m 12: 04-09-1965 t/m 20-11-1965 Hitnotering week 13 t/m 23: 10-11-1990 t/m 26-01-1991 | Hitnotering week 1 t/m 12: 04-09-1965 t/m 20-11-1965 Hitnotering week 13 t/m 23: 10-11-1990 t/m 26-01-1991 | Hitnotering week 1 t/m 12: 04-09-1965 t/m 20-11-1965 Hitnotering week 13 t/m 23: 10-11-1990 t/m 26-01-1991 | Hitnotering week 1 t/m 12: 04-09-1965 t/m 20-11-1965 Hitnotering week 13 t/m 23: 10-11-1990 t/m 26-01-1991 | Hitnotering week 1 t/m 12: 04-09-1965 t/m 20-11-1965 Hitnotering week 13 t/m 23: 10-11-1990 t/m 26-01-1991 | Hitnotering week 1 t/m 12: 04-09-1965 t/m 20-11-1965 Hitnotering week 13 t/m 23: 10-11-1990 t/m 26-01-1991 | Hitnotering week 1 t/m 12: 04-09-1965 t/m 20-11-1965 Hitnotering week 13 t/m 23: 10-11-1990 t/m 26-01-1991 | Hitnotering week 1 t/m 12: 04-09-1965 t/m 20-11-1965 Hitnotering week 13 t/m 23: 10-11-1990 t/m 26-01-1991 | Hitnotering week 1 t/m 12: 04-09-1965 t/m 20-11-1965 Hitnotering week 13 t/m 23: 10-11-1990 t/m 26-01-1991 | Hitnotering week 1 t/m 12: 04-09-1965 t/m 20-11-1965 Hitnotering week 13 t/m 23: 10-11-1990 t/m 26-01-1991 | Hitnotering week 1 t/m 12: 04-09-1965 t/m 20-11-1965 Hitnotering week 13 t/m 23: 10-11-1990 t/m 26-01-1991 | Hitnotering week 1 t/m 12: 04-09-1965 t/m 20-11-1965 Hitnotering week 13 t/m 23: 10-11-1990 t/m 26-01-1991 | Hitnotering week 1 t/m 12: 04-09-1965 t/m 20-11-1965 Hitnotering week 13 t/m 23: 10-11-1990 t/m 26-01-1991 | Hitnotering week 1 t/m 12: 04-09-1965 t/m 20-11-1965 Hitnotering week 13 t/m 23: 10-11-1990 t/m 26-01-1991 | Hitnotering week 1 t/m 12: 04-09-1965 t/m 20-11-1965 Hitnotering week 13 t/m 23: 10-11-1990 t/m 26-01-1991 | Hitnotering week 1 t/m 12: 04-09-1965 t/m 20-11-1965 Hitnotering week 13 t/m 23: 10-11-1990 t/m 26-01-1991 | Hitnotering week 1 t/m 12: 04-09-1965 t/m 20-11-1965 Hitnotering week 13 t/m 23: 10-11-1990 t/m 26-01-1991 |
| Week | 1 | 2 | 3 | 4 | 5 | 6 | 7 | 8 | 9 | 10 | 11 | 12 | | 13 | 14 | 15 | 16 | 17 | 18 | 19 | 20 | 21 | 22 | 23 | |
| --- | --- | --- | --- | --- | --- | --- | --- | --- | --- | --- | --- | --- | --- | --- | --- | --- | --- | --- | --- | --- | --- | --- | --- | --- | --- |
| Nummer | 23 | 13 | 11 | 9 | 11 | 13 | 13 | 14 | 19 | 22 | 24 | 35 | uit | 30 | 14 | 7 | 1 | 1 | 3 | 4 | 6 | 10 | 14 | 27 | uit |

### Tijd voor Teenagers Top 10/Nationale Top 100
| Hitnotering week 1 t/m 3: 11-09-1965 t/m 25-09-1965 Hitnotering week 4: 30-10-1965 Hitnotering week 5 t/m 19: 03-11-1990 t/m 16-02-1991 | Hitnotering week 1 t/m 3: 11-09-1965 t/m 25-09-1965 Hitnotering week 4: 30-10-1965 Hitnotering week 5 t/m 19: 03-11-1990 t/m 16-02-1991 | Hitnotering week 1 t/m 3: 11-09-1965 t/m 25-09-1965 Hitnotering week 4: 30-10-1965 Hitnotering week 5 t/m 19: 03-11-1990 t/m 16-02-1991 | Hitnotering week 1 t/m 3: 11-09-1965 t/m 25-09-1965 Hitnotering week 4: 30-10-1965 Hitnotering week 5 t/m 19: 03-11-1990 t/m 16-02-1991 | Hitnotering week 1 t/m 3: 11-09-1965 t/m 25-09-1965 Hitnotering week 4: 30-10-1965 Hitnotering week 5 t/m 19: 03-11-1990 t/m 16-02-1991 | Hitnotering week 1 t/m 3: 11-09-1965 t/m 25-09-1965 Hitnotering week 4: 30-10-1965 Hitnotering week 5 t/m 19: 03-11-1990 t/m 16-02-1991 | Hitnotering week 1 t/m 3: 11-09-1965 t/m 25-09-1965 Hitnotering week 4: 30-10-1965 Hitnotering week 5 t/m 19: 03-11-1990 t/m 16-02-1991 | Hitnotering week 1 t/m 3: 11-09-1965 t/m 25-09-1965 Hitnotering week 4: 30-10-1965 Hitnotering week 5 t/m 19: 03-11-1990 t/m 16-02-1991 | Hitnotering week 1 t/m 3: 11-09-1965 t/m 25-09-1965 Hitnotering week 4: 30-10-1965 Hitnotering week 5 t/m 19: 03-11-1990 t/m 16-02-1991 | Hitnotering week 1 t/m 3: 11-09-1965 t/m 25-09-1965 Hitnotering week 4: 30-10-1965 Hitnotering week 5 t/m 19: 03-11-1990 t/m 16-02-1991 | Hitnotering week 1 t/m 3: 11-09-1965 t/m 25-09-1965 Hitnotering week 4: 30-10-1965 Hitnotering week 5 t/m 19: 03-11-1990 t/m 16-02-1991 | Hitnotering week 1 t/m 3: 11-09-1965 t/m 25-09-1965 Hitnotering week 4: 30-10-1965 Hitnotering week 5 t/m 19: 03-11-1990 t/m 16-02-1991 | Hitnotering week 1 t/m 3: 11-09-1965 t/m 25-09-1965 Hitnotering week 4: 30-10-1965 Hitnotering week 5 t/m 19: 03-11-1990 t/m 16-02-1991 | Hitnotering week 1 t/m 3: 11-09-1965 t/m 25-09-1965 Hitnotering week 4: 30-10-1965 Hitnotering week 5 t/m 19: 03-11-1990 t/m 16-02-1991 | Hitnotering week 1 t/m 3: 11-09-1965 t/m 25-09-1965 Hitnotering week 4: 30-10-1965 Hitnotering week 5 t/m 19: 03-11-1990 t/m 16-02-1991 | Hitnotering week 1 t/m 3: 11-09-1965 t/m 25-09-1965 Hitnotering week 4: 30-10-1965 Hitnotering week 5 t/m 19: 03-11-1990 t/m 16-02-1991 | Hitnotering week 1 t/m 3: 11-09-1965 t/m 25-09-1965 Hitnotering week 4: 30-10-1965 Hitnotering week 5 t/m 19: 03-11-1990 t/m 16-02-1991 | Hitnotering week 1 t/m 3: 11-09-1965 t/m 25-09-1965 Hitnotering week 4: 30-10-1965 Hitnotering week 5 t/m 19: 03-11-1990 t/m 16-02-1991 | Hitnotering week 1 t/m 3: 11-09-1965 t/m 25-09-1965 Hitnotering week 4: 30-10-1965 Hitnotering week 5 t/m 19: 03-11-1990 t/m 16-02-1991 | Hitnotering week 1 t/m 3: 11-09-1965 t/m 25-09-1965 Hitnotering week 4: 30-10-1965 Hitnotering week 5 t/m 19: 03-11-1990 t/m 16-02-1991 | Hitnotering week 1 t/m 3: 11-09-1965 t/m 25-09-1965 Hitnotering week 4: 30-10-1965 Hitnotering week 5 t/m 19: 03-11-1990 t/m 16-02-1991 | Hitnotering week 1 t/m 3: 11-09-1965 t/m 25-09-1965 Hitnotering week 4: 30-10-1965 Hitnotering week 5 t/m 19: 03-11-1990 t/m 16-02-1991 | Hitnotering week 1 t/m 3: 11-09-1965 t/m 25-09-1965 Hitnotering week 4: 30-10-1965 Hitnotering week 5 t/m 19: 03-11-1990 t/m 16-02-1991 |
| Week | 1 | 2 | 3 | | 4 | | 5 | 6 | 7 | 8 | 9 | 10 | 11 | 12 | 13 | 14 | 15 | 16 | 17 | 18 | 19 | |
| --- | --- | --- | --- | --- | --- | --- | --- | --- | --- | --- | --- | --- | --- | --- | --- | --- | --- | --- | --- | --- | --- | --- |
| Nummer | 9 | 10 | 8 | uit | 10 | uit | 91 | 67 | 38 | 8 | 1 | 1 | 4 | 5 | 5 | 9 | 11 | 14 | 27 | 52 | 85 | uit |

### Evergreen Top 1000
| Evergreen Top 1000 "Unchained Melody" | Evergreen Top 1000 "Unchained Melody" | Evergreen Top 1000 "Unchained Melody" | Evergreen Top 1000 "Unchained Melody" | Evergreen Top 1000 "Unchained Melody" | Evergreen Top 1000 "Unchained Melody" | Evergreen Top 1000 "Unchained Melody" | Evergreen Top 1000 "Unchained Melody" | Evergreen Top 1000 "Unchained Melody" | Evergreen Top 1000 "Unchained Melody" | Evergreen Top 1000 "Unchained Melody" | Evergreen Top 1000 "Unchained Melody" | Evergreen Top 1000 "Unchained Melody" | Evergreen Top 1000 "Unchained Melody" | Evergreen Top 1000 "Unchained Melody" | Evergreen Top 1000 "Unchained Melody" | Evergreen Top 1000 "Unchained Melody" |
| Jaar                                  | 2008                                  | 2009                                  | 2010                                  | 2011                                  | 2012                                  | 2013                                  | 2014                                  | 2015                                  | 2016                                  | 2017                                  | 2018                                  | 2019                                  | 2020                                  | 2021                                  | 2022                                  | 2023                                  |
| ------------------------------------- | ------------------------------------- | ------------------------------------- | ------------------------------------- | ------------------------------------- | ------------------------------------- | ------------------------------------- | ------------------------------------- | ------------------------------------- | ------------------------------------- | ------------------------------------- | ------------------------------------- | ------------------------------------- | ------------------------------------- | ------------------------------------- | ------------------------------------- | ------------------------------------- |
| Positie                               | 67                                    | 537                                   | 529                                   | 529                                   | 592                                   | 44                                    | 33                                    | 31                                    | 21                                    | 39                                    | 43                                    | 35                                    | 46                                    | 62                                    | 60                                    | 75                                    |

### NPO Radio 2 Top 2000
| Nummer met noteringen in de NPO Radio 2 Top 2000 | '99 | '00 | '01 | '02 | '03 | '04 | '05 | '06 | '07 | '08 | '09 | '10 | '11 | '12 | '13 | '14 | '15 | '16 | '17 | '18 | '19 | '20 | '21 | '22 | '23 | '24 |
| ------------------------------------------------ | --- | --- | --- | --- | --- | --- | --- | --- | --- | --- | --- | --- | --- | --- | --- | --- | --- | --- | --- | --- | --- | --- | --- | --- | --- | --- |
| Unchained Melody                                 | 186 | 377 | 239 | 247 | 163 | 354 | 378 | 328 | 435 | 319 | 406 | 505 | 540 | 655 | 613 | 612 | 770 | 827 | 871 | 944 | 944 | 765 | 769 | 873 | 808 | 924 |

1. ↑  Een vetgedrukt getal geeft de hoogste notering aan.